# 세비멜린
세비멜린(Cevimeline)은 상품명 에복삭(Evoxac)으로 판매되는 약물로, 자연 알칼로이드인 무스카린의 합성 유사물질이다. 무스카린성 아세틸콜린 수용체 중에서도 M1과 M3 수용체에 특히 강하게 결합하여, 작용제로서의 효과를 낸다. 구강건조증과 쇼그렌 증후군의 치료에 이용된다.

## 의학적 사용
세비멜린은 구강건조증과 쇼그렌 증후군의 치료에 사용한다. 타액 생산량을 증가시키는 효과가 있다.

## 부작용
현재까지 알려진 부작용에는 구역질, 구토, 설사, 발한 증가, 발진, 두통, 콧물, 기침, 졸림, 피부 홍조, 시야흐림, 불면증 등이 있다.
천식, 만성 폐쇄성 폐질환 환자거나 베타 차단제를 복용하는 환자에게는 세비멜린을 사용해서는 안된다.

## 작용 기전
세비멜린은 콜린성 작용제이다. 특히 무스카린 수용체 중에서도 M1과 M3 수용체에 강하게 결합한다. 부교감신경계에 속하는 M3 수용체가 활성화되면서 침샘의 분비량이 증가하여 구강건조증 증상을 완화할 수 있다. M2 수용체는 자극하지 않으므로 필로카핀에 비해 부작용이 비교적 적다.

## 같이 보기
- 필로카핀
- 베타네콜